# Ruakituria
Ruakituria es un género de foraminífero bentónico de la subfamilia Liebusellinae, de la familia Globotextulariidae, de la superfamilia Ataxophragmioidea, del suborden Ataxophragmiina y del orden Loftusiida. Su especie tipo es Ruakituria pseudorobusta. Su rango cronoestratigráfico abarca desde el Mioceno hasta la Actualidad.

## Discusión
Clasificaciones previas incluían Ruakituria en el suborden Textulariina del orden Textulariida o en el orden Lituolida.

## Clasificación
Ruakituria incluye a las siguientes especies:
- Ruakituria magdaliformis
- Ruakituria mahoenuica
- Ruakituria pseudorobusta